# イトマキフグ科
イトマキフグ科 Aracanidae はフグ目に属する科の1つ。ハコフグ科と近縁である。6属に13種が属するが、ほとんどの種はオーストラリア南部海域の固有種で、イトマキフグ属のみがインド太平洋の広範囲に分布する。水深200m以浅の海底に生息する。

## 形態
ハコフグと同様、体は骨質の殻に覆われる。ハコフグ科との相違点として、尾柄にも骨質板を持つことが挙げられる。尾鰭の軟条が、ハコフグ科は10本であるのに対し本科は11本であることも特徴であるが、この数は個体によって変動し得る。
Aracana ・Caprichthys などの属は眼上に棘を持つ。この棘はコンゴウフグなどハコフグ科のものとは違い上方を向いている。

## 分類
- Caprichthys - 1種
- Capropygia - 1種
- Kentrocapros イトマキフグ属 - 5種 イトマキフグ・キスジイトマキフグ
- Polyplacapros - 1種
- Anoplocapros - 3種
- Aracana - 2種

この他に化石種として、イタリアのMonte Bolca（始新世前期）から Proaracana dubia が知られている。

## 画像

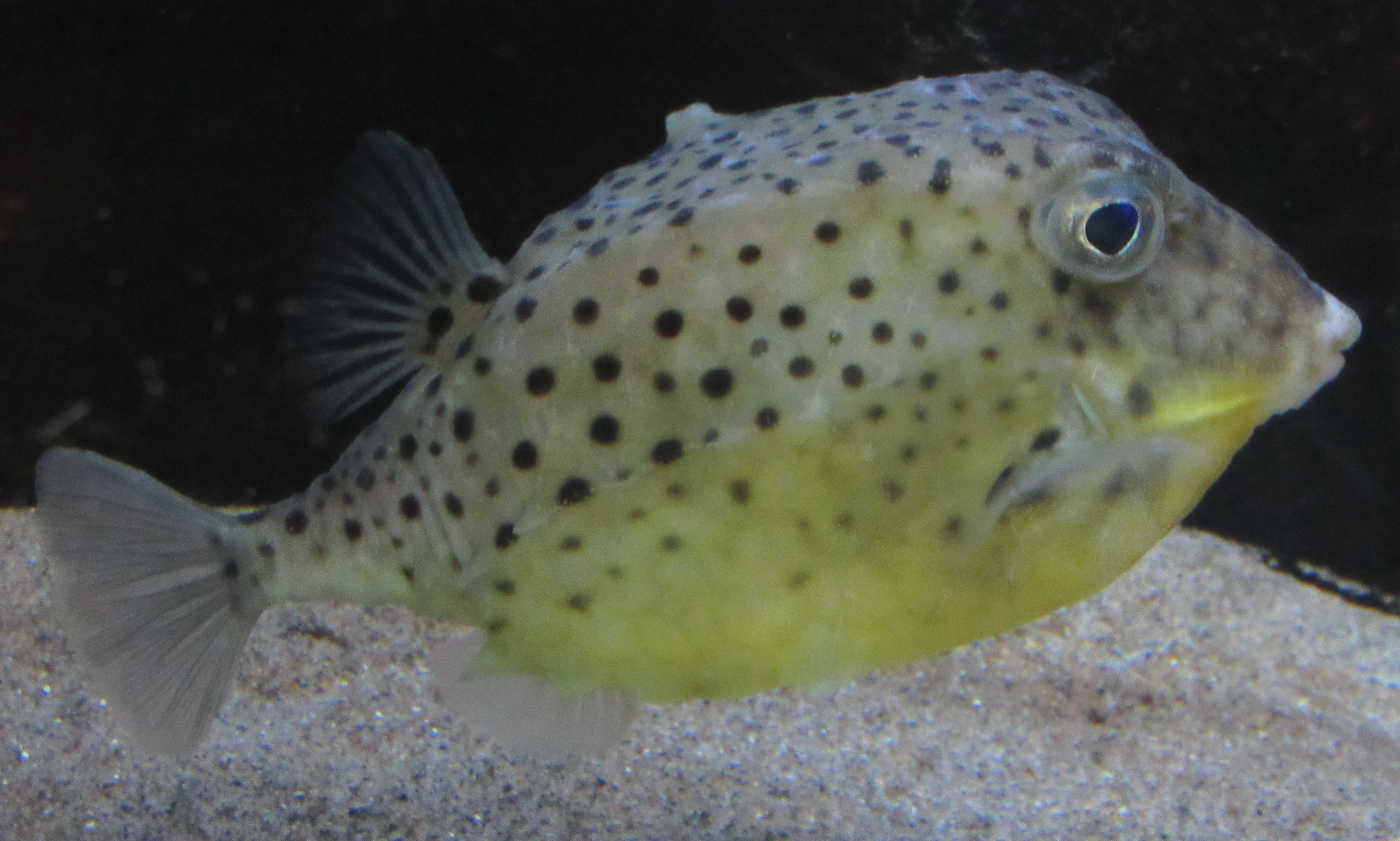
イトマキフグ
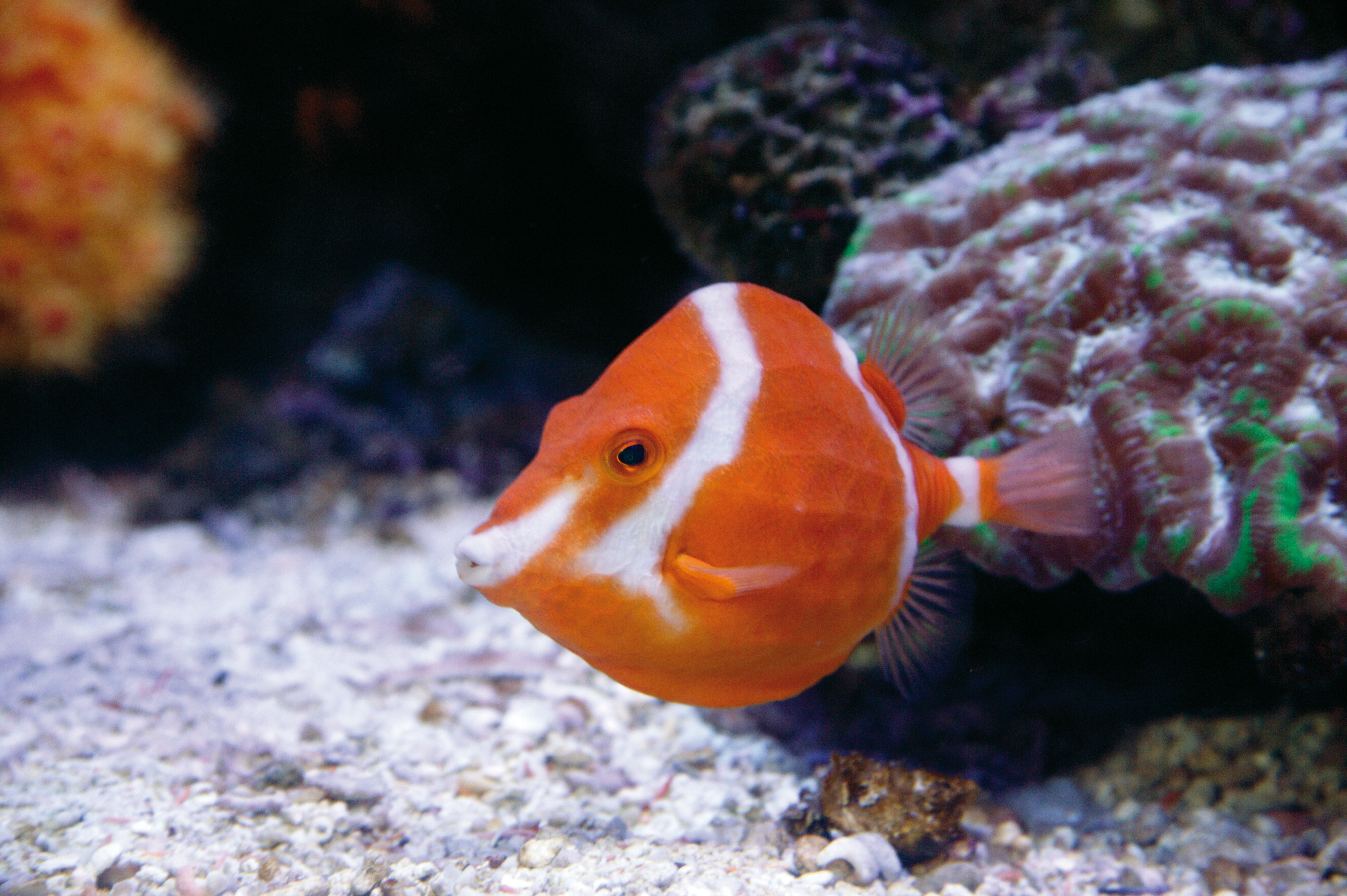
Anoplocapros lenticularis
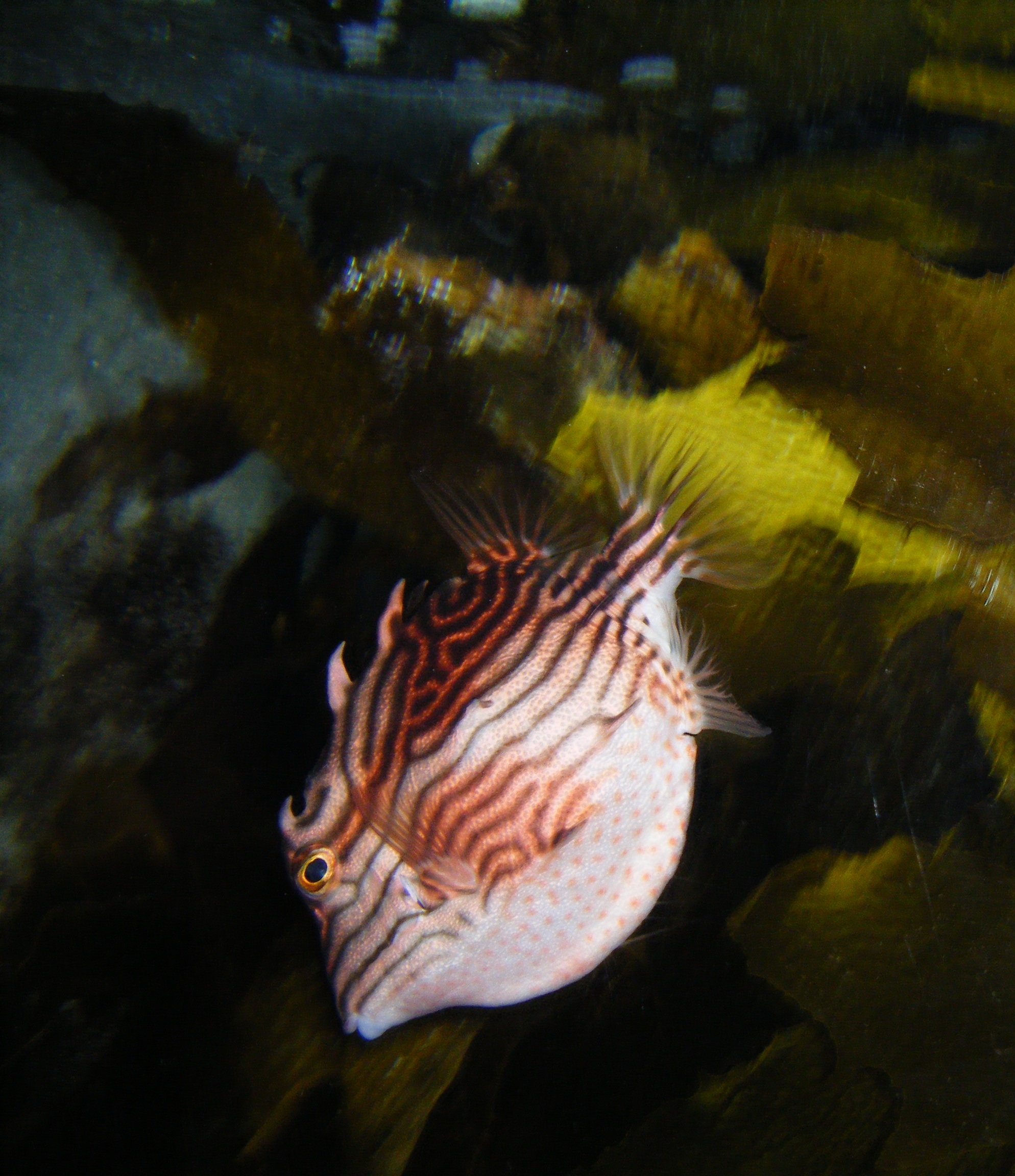
Aracana aurita
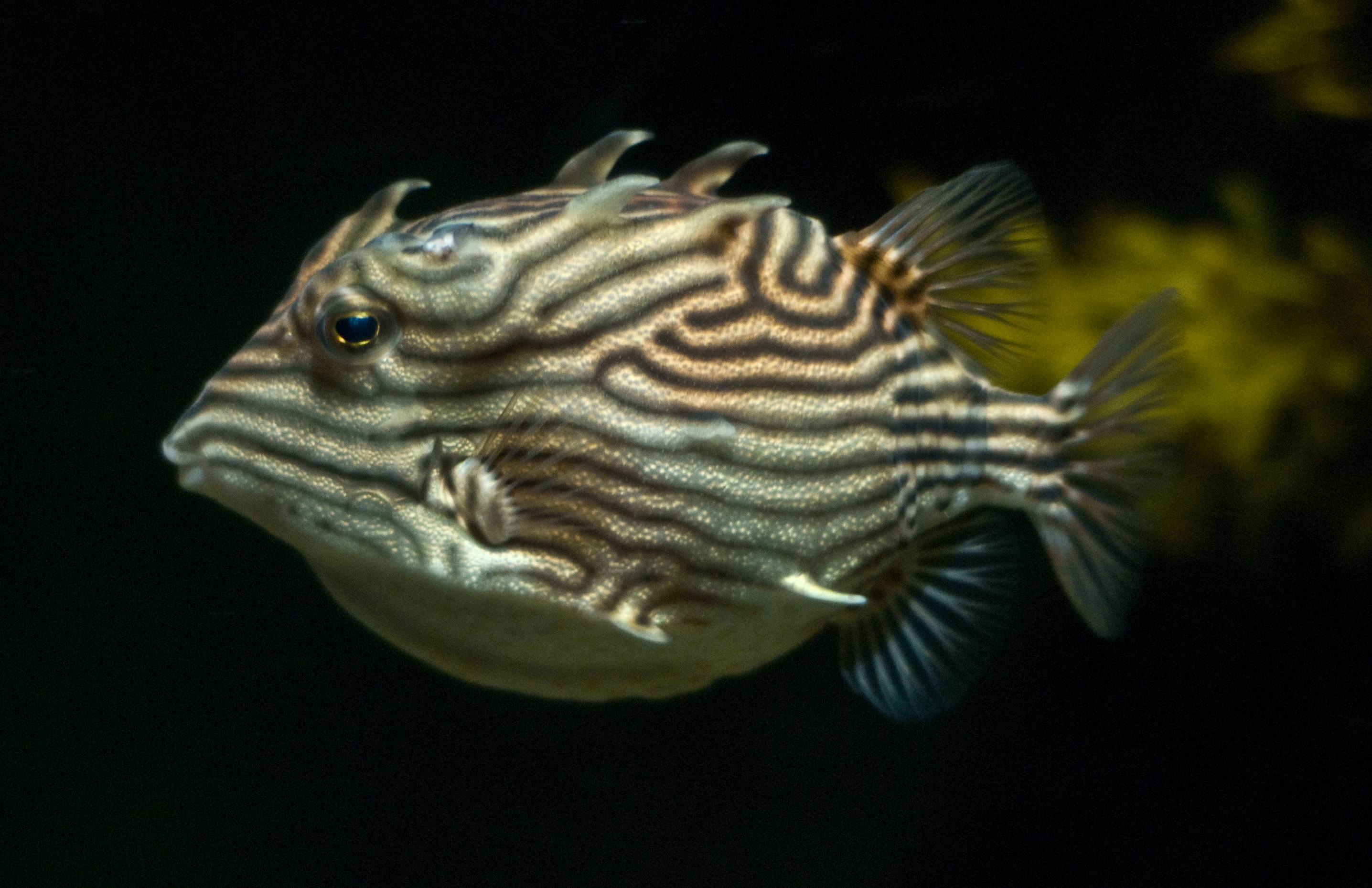
Aracana ornata